# Canton de Lyon-II
Pour les articles homonymes, voir Lyon II.
Le canton de Lyon-II est une ancienne division administrative française située dans le département du Rhône en région Rhône-Alpes.

## Composition
Le canton de Lyon-II correspondait au 1er arrondissement de Lyon et comprenait les quartiers des Terreaux et des pentes de la Croix-Rousse.

## Histoire
Initialement appelé canton de Lyon 3, il est renommé canton de Lyon-II par le décret du 28 février 2000.
Il disparaît le 1er janvier 2015 avec la création de la métropole de Lyon.

## Représentation

### Conseillers généraux de 1833 à 2014
| Période                                  | Période           | Identité                        | Étiquette              | Qualité                                                                                                 |
| ---------------------------------------- | ----------------- | ------------------------------- | ---------------------- | --- |
| Les données manquantes sont à compléter. |                   |                                 |                        | |
| 1833                                     | 1842              | Victor Prunelle                 | Majorité ministérielle | Médecin, maire (1830-1835) de Lyon Député de l'Isère (1830-1839)                                        |
| 1842                                     | 1848              | Joseph Brosset aîné (1799-1872) |                        | Fabricant Président de la chambre de commerce de Lyon                                                   |
| 1848                                     | 1858              | Pierre Grillet aîné             |                        | Propriétaire, maire intérimaire de Lyon (1848)                                                          |
| 1858                                     | 1871              | Jean Joseph Giraud (1822-1896)  |                        | Propriétaire, négociant, fabricant de soieries à Lyon                                                   |
| 1871                                     | 1877              | André Michaud                   | Républicain radical    | Tisseur rue du Mail à Lyon                                                                              |
| 1877                                     | 1880 (démission)  | Pierre Milleron                 | Républicain            | Ouvrier dans une soierie Elu en 1883 dans le Canton de Lyon-VII                                         |
| 1880                                     | 1885 (démission)  | Marius Thévenet                 | Républicain            | Avocat Député (1885-1892) - Sénateur (1892-1900) Ministre (1889-1890)                                   |
| 1885                                     | 1885 (décès)      | Charles Gailleton               | Républicain socialiste | Boucher Adjoint au maire de Lyon                                                                        |
| 1885                                     | 1892              | Antoine Nolot                   | Républicain            | Chef d'institution à Lyon, conseiller d'arrondissement Président du conseil général (1891-1892)         |
| 1892                                     | 1894 (décès)      | Joanny Méra                     | Socialiste             | Conseiller municipal de Lyon                                                                            |
| 1895                                     | 1910 (décès)      | Jules Coste-Labaume             | Rad.                   | Journaliste à Lyon                                                                                      |
| 1910                                     | 1940              | Édouard Herriot                 | Rad.                   | Professeur Maire de Lyon (1905-1940 et 1945-1957) député (1919-1940)                                    |
|                                          |                   |                                 |                        | |
| 1943                                     | 1944              | Paul Valentin                   |                        | Adjoint au maire de Lyon Nommé conseiller départemental en 1943                                         |
|                                          |                   |                                 |                        | |
| 1945                                     | 1951              | Édouard Herriot                 | Rad.                   | Maire de Lyon (1905-1940 et 1945-1957) député (1919-1940 et 1945-1957)                                  |
| 1951                                     | 1953 (décès)      | André Lassagne                  | RPF                    | Agrégé de lettres et professeur d'italien Sénateur du Rhône (1948-53) Conseiller municipal de Lyon      |
| 1953                                     | 1976              | Yvonne Ruby (1895-1986)         | DVD                    | Adjointe au maire de Lyon                                                                               |
| 1976                                     | 1982              | Charles Béraudier               | DVD                    | Agent commercial Adjoint au maire de Lyon (1957-1988) Président du conseil régional (1981-1988)         |
| 1982                                     | 1994              | Marie-Françoise Frobert         | RPR                    | Agent immobilier Conseillère municipale de Lyon Maire du 1er arrondissement (1983-1989)                 |
| 1994                                     | 1996 (annulation) | Gabriel Caillet                 | DVD                    | Artisan Conseiller municipal de Lyon Maire du 4e arrondissement (1983-2001)                             |
| 1996                                     | 2014              | Gilles Buna                     | Les Verts puis EELV    | Enseignant auprès d'enfants handicapés Maire du 1er arrondissement (1995-2001) Adjoint au maire de Lyon |

### Conseillers d'arrondissement (de 1833 à 1940)
| Période                                  | Période      | Identité                                  | Étiquette                | Qualité |
| ---------------------------------------- | ------------ | ----------------------------------------- | ------------------------ | --- |
| 1833                                     | 1836         | Joseph Mermet                             |                          | Médecin à Lyon, élu conseiller général en 1836 (canton de Lyon-II)                                                                                        |
| 1836                                     | 1839         | M. Richan                                 |                          | Négociant |
| 1839                                     | 1845         | Étienne Gautier                           |                          | Négociant Quai Saint-Clair, conseiller municipal de Lyon, régent de la Banque de Lyon                                                                     |
|                                          |              |                                           |                          | |
| 1877                                     | 1883         | Joseph Midor                              | Républicain              | Hôtelier à Lyon |
| 1883                                     | 1885         | Antoine Nolot                             | Républicain opportuniste | Chef d'institution à Lyon |
| 10 janv.1886                             | 1889         | Aimé Grinand                              | Républicain opportuniste | Lithographe à Lyon |
| 1889                                     | 1898         | Pierre Florestan Boudet (1849-1934)       | Républicain              | Adjoint au maire du 1er arrondissement de Lyon (1896-1900), Président du Conseil d'arrondissement (1892-1898), Président de la Société des Francs-Comtois |
| 1898                                     | 1904         | Léon Jacquet                              | Républicain              | Géomètre-expert à Lyon |
| 1904                                     | 1910         | Joseph Marie Gavin (1840-1923)            | Radical                  | Président de la Société philanthropique savoisienne de Lyon                                                                                               |
| 1910                                     | 1922         | Louis Reynaud                             | Républicain              | Avocat à la Cour d'appel, Lyon |
| 1922                                     | 1930 (décès) | Louis Chazette                            | Radical                  | Avocat, adjoint au maire de Lyon, député (1924-1928) |
| 1930                                     | 1934         | Henri Tribolet                            | Radical                  | Ancien adjoint au maire de Lyon |
| 1934                                     | 1940         | Albert Henri, dit Fernand Rey (1874-1945) | Radical                  | Associé d'agent de change, adjoint au maire de Lyon (1931-?)                                                                                              |
| 1940                                     |              |                                           |                          | Les conseils d'arrondissement ont été suspendus par la loi du 12 octobre 1940 et n'ont jamais été réactivés                                               |
| Les données manquantes sont à compléter. |              |                                           |                          | |

## Évolution démographique
| 2006   | 2011   | 2012   |
| ------ | ------ | ------ |
| 28 210 | 28 932 | 29 209 |